# Sepiadarium
Sepiadarium Steenstrup, 1881 è un genere di seppie bentoniche appartenenti alla famiglia Sepiadariidae.

## Descrizione
Sono seppie di piccole dimensioni caratterizzate da una grossa testa, larga quanto il mantello, dall'assenza di cartilagini nella connessione tra sifone e mantello e da pinne poste nella sua metà posteriore e connesse su di un breve tratto col mantello. Il corpo ha colorazione giallo-arancione, con grandi cromatofori ovali.

## Biologia
Le seppie del genere Sepiadarium vivono sui fondi sabbiosi. Cacciano di notte piccoli crostacei come anfipodi e isopodi mentre di giorno restano sepolte nella sabbia lasciando fuori unicamente gli occhi.
Possono riprodursi molto giovani, con le femmine ancora immatura capaci di conservare lo sperma in una sacca situata nella bocca. Le uova fecondate sono ricoperte di sabbia e deposte in modo che si attacchino alla base di alghe o piante acquatiche.

## Tassonomia
In questo genere sono riconosciute cinque specie:
- Sepiadarium auritum Robson, 1914
- Sepiadarium austrinum Berry, 1921
- Sepiadarium gracilis Voss, 1962
- Sepiadarium kochii Steenstrup, 1881
- Sepiadarium nipponianum Berry, 1932